# الوحدة 504
الوحدة 504 (العبرية: יחידה 504) هي إحدى وحدات الاستخبارات التابعة لـقوات الدفاع الإسرائيلية، تُعنى بعمليات التجسّس البشري، التجميع السرّي للمعلومات، و«إدارة دورة المعلومات» — بدءًا من الاستخلاص الميداني ومرورًا بالمعالجة والتحليل ووصولًا إلى النشر الاستخباراتي إلى صانعي القرار. أفرادها مُدرَّبون كذلك على القتال المتقارب لحالات الطوارئ.

## الاختصاصات والمهام
على غرار الموساد، تنفّذ الوحدة 504 عمليات سرّية وخارجية، وتُجري «دمج بيانات» بين المصادر البشرية والرقمية لدعم صنّاع القرار في المستويَيْن العسكري والوطني.
تُشرف الوحدة كذلك على استجواب الأسرى والمقاتلين غير النظاميين، وتُدير «مواقع احتجاز سوداء» مثل معسكر 1391 لأغراض جمع المعلومات والتحقّق المضاد.

## التاريخ التنظيمي
تأسست الوحدة بالتزامن مع إنشاء الجيش في 1948 تحت اسم «موديعين 10». تغيّر اسمها إداريًا أكثر من مرة (154، ثم 7019) قبل اعتماد تسمية «الوحدة 504» بعد حرب يوم كيبور. على امتداد الحروب الإسرائيلية شاركت في إدارة «سلسلة الاستخبارات البشرية» وتحويلها إلى معرفة عملياتية.

## أبرز العمليات الحديثة
- 2019 – سهمت في تصفية قائد «حركة الجهاد الإسلامي» بهاء أبو العطا.[4]
- 2023 – أعلنت استجواب نحو 500 مشتبه فلسطيني منذ اندلاع حرب غزة.[5]
- 2024 – شاركت في مداهمة البترون نوفمبر 2024.[بحاجة لمصدر]

## التقديرات والانتقادات

### الأوسمة
حصلت في أبريل 2019 على وسام رئيس الأركان تقديرًا لعملياتها على الجبهة الشمالية (سوريا ولبنان) بين 2013–2018.

### الانتقادات
وجه صحافيون مثل يوسي ميلمان اتهامات بشأن تجاوزات، تشمل استخدام التعذيب وتورّط بعض الأفراد في قضايا تهريب.

## طالع أيضًا
- موساد – وكالة المخابرات الوطنية الإسرائيلية
- وحدة 8200 – الوحدة المسؤولة عن التجسيس الإلكتروني والحرب الإعلاميّة في جهاز الاستخبارات الإسرائيلي
- شين بيت – جهاز الأمن الداخلي السري في إسرائيل